# Новокаякент
Новокаякент — село в Дагестані, адміністративний центр Каякентського району.

## Географія
Розташоване за 76 кілометрах на південний схід Махачкали. Через село протікає річка Гамрі-озень. У селі залізнична станція Каягент Північно-Кавказької залізниці.
Поблизу села розташований бальнеогрязевой курорт Каякент.

## Історія
Утворене на місці залізничної станції Каякент. З 1965 року районний центр відновленого Каякентського району.

## Населення
Населення — 5130 очіб.
Національний склад
У національному відношенні багатонаціональне село, більшість в якому складають кумики 54,7% і даргинці 34,8%.

## Господарство
У селі розташоване велике віноградарче підприємство.